# أوسكار روبيو
أوسكار روبيو (بالإسبانية: Óscar Rubio Fauria) (14 مايو 1984 لاردة إسبانيا - ) هو لاعب كرة قدم إسباني يلعب كمدافع.

## روابط خارجية
- أوسكار روبيو على موقع قاعدة بيانات كرة القدم.إي يو (الإنجليزية)
- أوسكار روبيو على موقع Soccerway.com (الإنجليزية)
- أوسكار روبيو على موقع عالم كرة القدم.نت (الإنجليزية)
- أوسكار روبيو على موقع AS.com (الإسبانية)